# 누누 고메스
누누 미겔 소아레스 페레이라 히베이루(포르투갈어: Nuno Miguel Soares Pereira Ribeiro, 1976년 7월 5일 ~ )는 흔히 누누 고메스(포르투갈어: Nuno Gomes)로 불리는 포르투갈의 전직 축구 선수로 포지션은 스트라이커였으며 2006년부터 2008년까지 포르투갈 축구 국가대표팀의 주장을 역임했다.
그의 어릴 적 별명은 고메스로 그 별명이 붙여진 후인, 1983년과 1985년은 그 당시 포르투갈의 스타였던 페르난두 고메스가 유럽 리그를 통틀어 가장 많은 득점을 기록해, 유로피언 골든 슈를 수상한 해였다.
누누 고메스는 유로 2000에서 팀 동료들과 함께 지칠줄 모르는 맹활약을 펼쳐 유로 2000 올스타 팀에도 뽑혔다. 그리고 2006년 FIFA 월드컵에서는 독일과의 3, 4위전에서는 팀의 마지막 골을 넣었다. 이후 유로 2008 예선에서 맹활약을 펼치며 파울레타 은퇴 후, 자신이 포르투갈의 대표 공격수라는 것을 입증하였다.